# 마유로 (시흥시)
마유로(馬遊路, Mayu-ro)는 경기도 시흥시 정왕동에서 계수동까지 이르는 시흥시의 도로로, 총 연장은 18.841 km이다. 도로의 명칭이 유래된 것은 조선 시대 당시에 마유면에 속한 지역으로, 말이 뛰어 놀던 곳을 뜻한다.

## 역사
- 2009년 11월 24일 : 도로명으로 마유로를 고시

## 주요 경유지
- 시흥시
  - 계수동 - 안현동 - 매화동 - 하중동 - 장곡동 - 월곶동 - 거모동 - 죽율동 - 정왕동

## 접촉하는 도로
- 소사로 (직결)
- 서해안로
- 계수로
- 수인로
- 비류대로
- 하중로
- 시흥대로
- 동서로
- 군자로
- 봉화로
- 역전로
- 정왕신길로
- 정왕대로
- 중심상가로
- 옥구공원로
- 산기대학로
- 공단1대로
- 소망공원로
- 경제로
- 공단2대로
- 공단3대로
- 엠티브이25로 (직결)

## 주요 건물 및 시설
- (주)유한 (마유로 12/정왕동 2180-18)
- 엠아이티 (마유로 26/정왕동 2181-1)
- 탑드릴 (마유로 34/정왕동 2182-16)
- 장강시스템 (마유로 38/정왕동 2182-1)
- 성원엔터프라이즈 (마유로 44/정왕동 2183-10)
- 동양스텐레스 (마유로 50/정왕동 2183-1)
- 글로벌컨셉츠코리아 (마유로 68/정왕동 2095-1)
- (주)환경 (마유로 96/정왕동 1371-13)
- 양지시스템 (마유로 110/정왕동 1370-16)
- 삼지컨트롤 (마유로 118/정왕동 1370)
- K.M.C. (마유로 136/정왕동 1271-14)
- 세종산업 (마유로 138/정왕동 1271)
- 시흥시 근로자종합복지관 (마유로 218/정왕동 1366-13)
- 파인힐오피스텔 (마유로 226/정왕동 1366-14)
- GS칼텍스 시화신도시주유소 (마유로 316/정왕동 1740-14)
- 한일프라자 (마유로 320/정왕동 1740-2)
- 신성타운 (마유로 328/정왕동 1735-5)
- 대하빌딩 (마유로 330/정왕동 1735-4)
- 정일빌딩 (마유로 336/정왕동 1735-2)
- 시흥세무서 (마유로 368/정왕동 1799-1)
- 역전프라자 (마유로 415/정왕동 2302)
- 월드프라자 (마유로 416/정왕동 2327-1)
- 아이에스빌딩 (마유로 433/정왕동 2301-2)
- 효성종합건설 (마유로 437/정왕동 2297-3)
- 공동주택 (마유로 438/정왕동 2306-7)
- 에이클농원 (마유로 1786/계수동 537-20)